# 살색의 감독 무라니시
살색의 감독 무라니시(일본어: 全裸監督 젠라 칸토쿠[*], 영어: The Naked Director, 원제: 전라감독)는 넷플릭스가 제작한 일본의 코미디 드라마 시리즈다.
노부히로 모토하시의 논픽션 소설 《全裸監督 村西とおる伝》을 바탕으로, 일본의 성인영화 감독 무라니시 토오루의 일대기를 픽션을 가미하여 그린 작품이다.

## 줄거리
시즌 1는 영어 회화 책을 파는 회사의 영업 팀에서 일하던 무라니시가 회사 돈을 절도 해 달아간 직장 상사(오노) 때문에 회사를 그만두고 본격적으로 성인 영화계에 뛰어들고 성장하는 내용이다.
시즌 2는 성인 영화계에 성공적으로 안착한 무라니시가 위성방송까지 욕심 내다 무리하게 사업 확장을 하다가 몰락하는 내용이다.

## 등장인물
- 순서는 배역 - 배우 / 한국어 더빙 / 미국 더빙

- 무라니시 토오루(村西とおる)- 야마다 타카유키 / 정재헌
- 아라이 토시(荒井トシ) - 미츠시마 신노스케 / 박성태
- 카와다 겐지(川田研二) - 타마야마 테츠지 / 신용우
- 쿠로키 카오루(黒木香), (본명 : 사와라 메구미 佐原恵美) - 모리타 미사토 / 사문영
- 코세다 준코(小瀬田順子) - 이토 사이리 / 정유미
- 나오코 (본명 : 야마모토 나오코 山本奈緒子) - 토미테 아미 / 박신희
- 미타무라 코스케(三田村康介) - 에모토 토키오 / 남도형
- 럭비(ラグビー後藤) - 고토 타케노리 / 이민규
- 이케자와 코스케(池沢栄吾)- 이시바시 료 / 최한
- 미나미 미쿠(南みく) - 카와카미 나나미 / 박신희
- 다케이(武井道郎) - 릴리 프랭키 / 곽윤상 / 키스 실버스틴
- 카에데(新庄楓) - 현리 / 양정화
- 사치코(村西幸子) - 시나토 루리 / 정유미
- 후루야(古谷伊織) - 쿠니무라 준 / 신용우
- 와다(和田篤) - 피에르 타키 / 최한
- 카요(佐原加代) - 코유키 / 정유미
- 무라니시 요코 - 양정화
- 노기 마리코(乃木真梨子), (본명 : 치바 미유키 千葉ミユキ) - 츠네마츠 유리 / 김나율
- 에도가와 로마(江戸川ローマ) - 마스다 유카 / 박신희
- 우미노 코이치(海野晃一) - 이하라 츠요시 / 이민규
- 혼다 아키라(本田明) - 요시다 에이사쿠 / 박성태
- 사야카(サヤカ) - 니시우치 마리야 / 정유미
- 오기와라(荻原) - 카사마츠 쇼